# Pierre Mauroy
Pierre Mauroy (Cartignies; 5 de julio de 1928-Clamart; 7 de junio de 2013) fue un político socialista francés. Fue alcalde de Lille de 1973 a 2001 y primer ministro durante la presidencia de François Mitterrand, entre 1981 y 1984.

## Biografía
Pierre Mauroy nació en Cartignies, en la región de Norte-Paso de Calais, Francia, el 5 de julio de 1928. Fue el mayor de siete hermanos. Durante su infancia, el y su familia se mudaron a Haussy, y posteriormente Mauroy estudió escuelas secundarias de Cambrai y Le Cateau. Después, fue alumno y profesor en la Escuela Nacional Normal de Aprendizaje (École normale nationale d'apprentissage, ENNA) de Cachan. En 1946, a la edad de 18 años, Mauroy se unió a la Sección Francesa de la Internacional Obrera, perteneciente al Movimiento de los Jóvenes Socialistas. En 1951, Mauroy fundó la Federación Nacional Leo Lagrange, uno de los más importantes movimientos de la educación popular en Francia.

## Trayectoria
En 1952 fue profesor de educación técnica en Colombes y en 1955 fue elegido Secretario General del Sindicato de la Escuela Técnica Superior de la Federación de Educación Nacional (Fédération de l'Éducation Nationale, FEN). Ocupó dicho cargo hasta 1958, cuando fue elegido miembro de la Comisión Nacional de Administración de la FEN, en donde apoyó la tendencia mayoritaria, en ese entonces llamada "autónoma". Posteriormente fue secretario del comité de juventud y cultura, publicó un artículo destacado sobre el Comité Superior de la Juventud y después, finalmente fue elegido Secretario del Comité de Educación de la FEN. Dejó de ejercer este último cargo cuando se convirtió en Jefe de la Federación Leo Lagrange, sin embargo, continuó siendo un miembro del Sindicato de la Escuela Técnica Superior de la FEN.

### Carrera política
Siendo profesor, dirigió el Movimiento Juvenil Socialista y la Unión Técnica de Enseñanza en  la década de 1950. Se convirtió en una figura destacada en la Federación Socialista del departamento de Nord, la cual estaba considerada en ese momento como la tercera más grande del partido político Sección Francesa de la Internacional Obrera (SFIO). Posteriormente, Mauroy ascendió rápidamente en el partido. En 1966 se convirtió en la segunda persona más poderosa del partido, tan solo detrás del secretario general Guy Mollet. Sin embargo, cuando Mollet renunció cde su cargo en 1969, Mauroy no fue elegido para sucederle, y en su lugar lo fue Alain Savary.
Mauroy participó en la refundación de la organización como Partido Socialista en 1969. En 1971 apoyó a François Mitterrand como nuevo líder y siguió su labor en el partido, además de como diputado y alcalde de Lille, cargo en el que estuvo de 1973 a 2001.

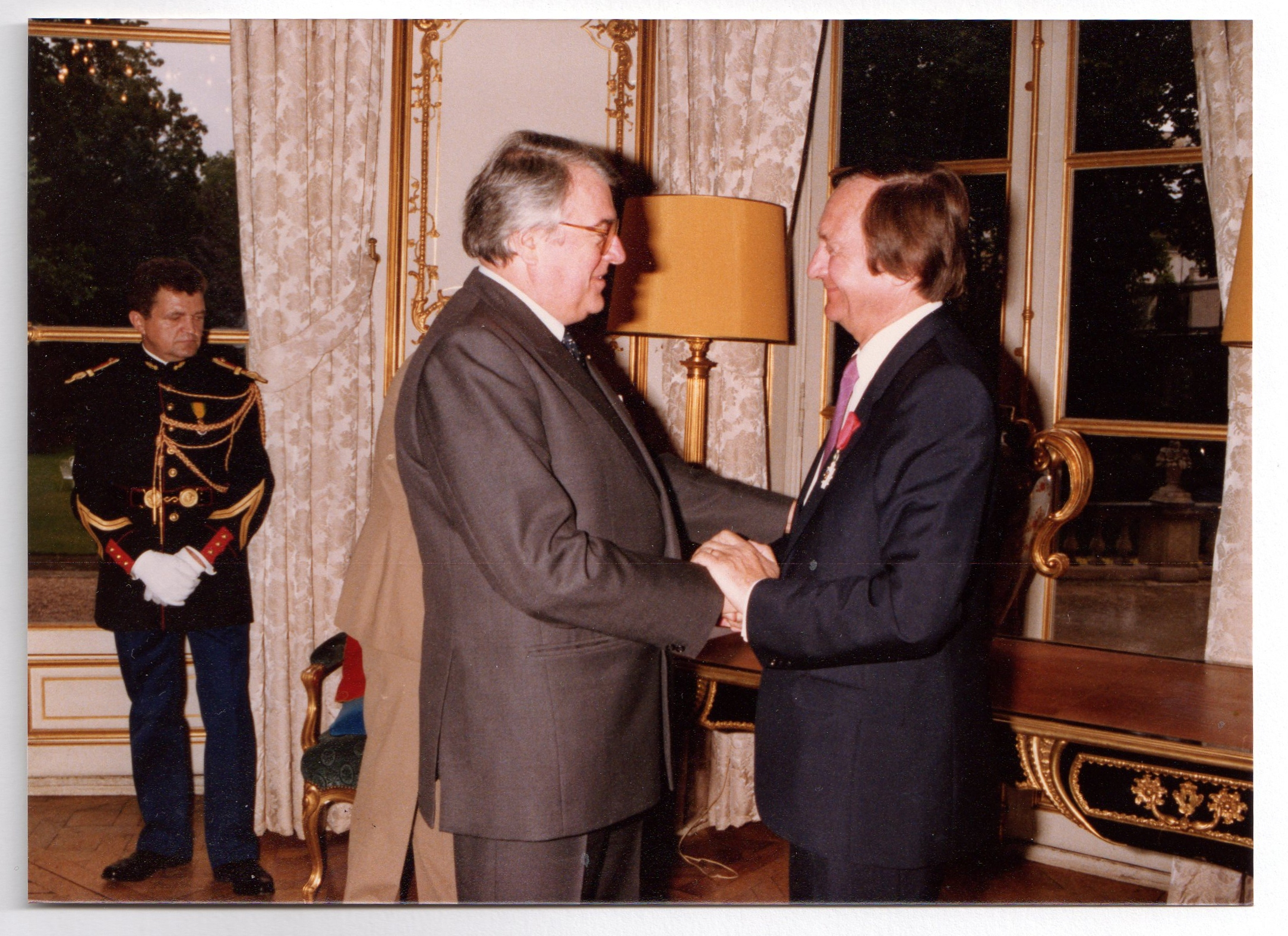
Mauroy brindando la legión de honor al promotor del turismo social Jean Faucher, en 1983

Con la victoria de Mitterrand en las elecciones presidenciales de 1981, fue nombrado primer ministro, y su gobierno se caracterizó por la implementación de una amplia gama de reformas sociales, de las cuales se puede mencionar la reducción de la semana laboral de 40 a 39 horas, la limitación de jornada continua de trabajo a un promedio de no más de 35 horas por semana,  reducción de la edad de jubilación a los sesenta años, y un aumento en las prestaciones sociales. El derecho a las vacaciones pagadas también se amplió de cuatro a cinco semanas. Durante el primer año de Mauroy como primer ministro, las pensiones mínimas se incrementaron en un 38%, los subsidios de alquiler en un 50%, las prestaciones familiares en un 25% (50% para los hogares con dos hijos), y el salario mínimo en un 25%. Durante el periodo 1981-1982, la inversión industrial estatal se incrementó sustancialmente, 17 billones de francos en "crédito blando" fueron proporcionados a la industria privada,  7 billones de francos fueron destinados para ayudar a las personas que abandonaban sus estudios, se crearon 54000 nuevos puestos de trabajo relacionados con la administración pública, y se puso en marcha la construcción de más viviendas. Además, se hicieron varios esfuerzos para desplazar la carga de impuestos directos hacía los grupos de ingresos más bajos, mientras que los aumentos en el salario mínimo le brindarón a los trabajadores mal pagados un aumento en su nivel de vida de alrededor de 15%. Las prestaciones de desempleo también se incrementaron, junto con la duración de tiempo en el que se podría recibirlos. Además, el máximo número de horas de trabajo a la semana se redujo de 50 a 48 horas.
En 1984 Mauroy renunció a su cargo como primer ministro a causa de la crisis económica, los malos resultados electorales y las discrepancias internas. En los años siguientes continuó en la política como primer secretario del Partido y presidente de la Internacional Socialista, y también creó la Fundación Jean Jaurès en 1993.
En 2007, Mauroy apoyó la candidatura de Ségolène Royal para Elecciones presidenciales de Francia de 2007.
El 20 de junio de 2008, Mauroy fue acusado de malversación de fondos públicos relacionados con empleos ficticios atribuidos a Lyne Cohen-Solal en la Metrópoli europea de Lille en 1992. El 3 de mayo de 2010, Mauroy, junto a su exsecretario privado Bernard Masset y Lyne Cohen-Solal fueron presentados ante la Corte Penal de Lille y su juicio se inició el 3 de diciembre de ese mismo año. La fiscalía exigió la liberación general, pero el 4 de febrero de 2011, Mauroy fue condenado a 20 000 euros de multa por abuso de confianza.

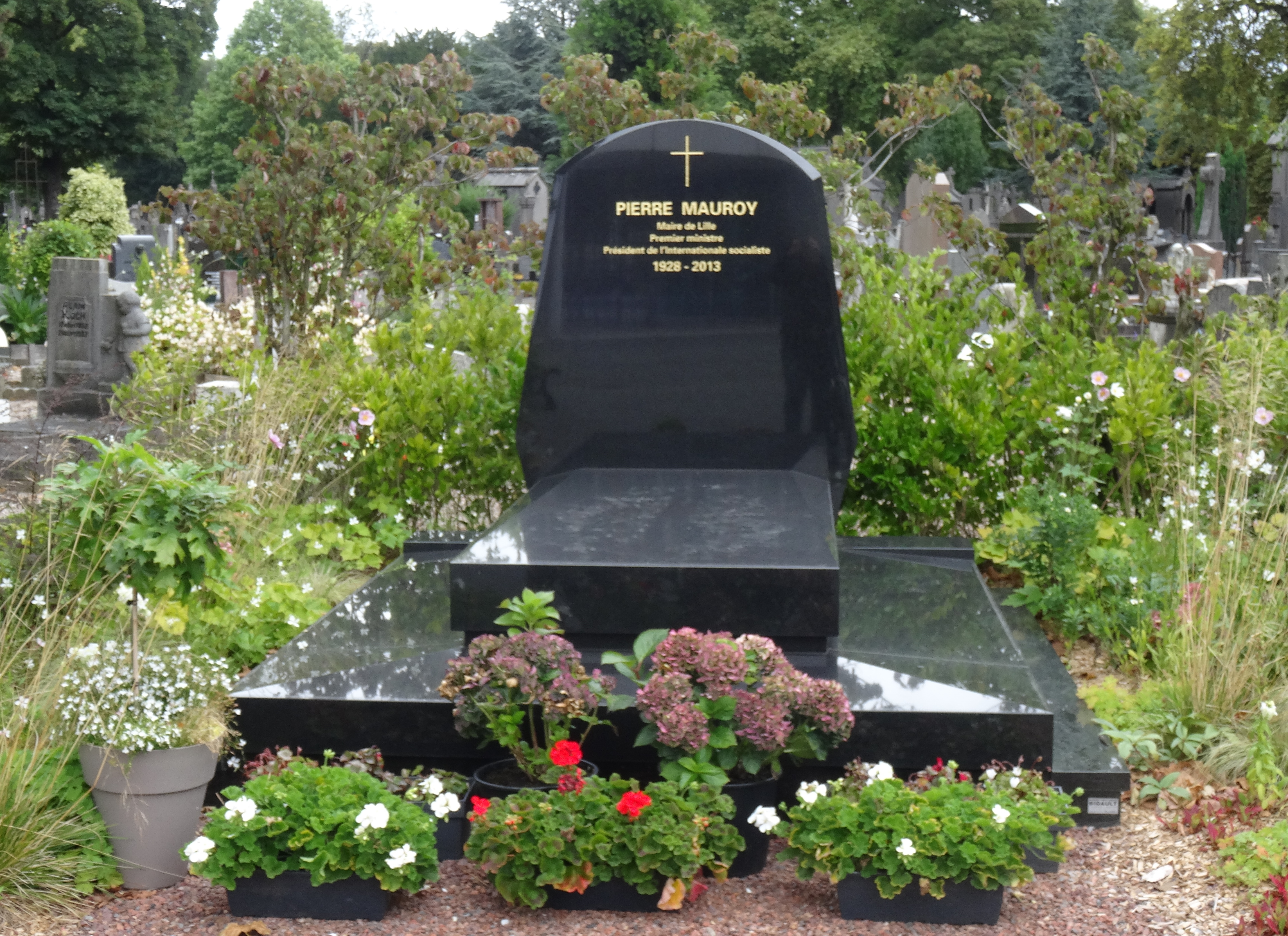
La tumba de Pierre Mauroy, en el cementerio del Este de Lille

En 2012 tuvo que ser tratado por un cáncer, y tras un nuevo ingreso hospitalario falleció al año siguiente, el 7 de junio de 2013. El 11 de junio, se le rindió un homenaje nacional en el Palacio Nacional de los Inválidos, en París, con la presencia del Presidente de la República Francesa François Hollande, antes de su funeral en la catedral de Notre-Dame-de-la-Treille, y su entierro se llevó a cabo en el cementerio del Este de Lille, el 13 de junio.
El 21 de junio de 2013, el estadio del LOSC Lille Métropole, conocido inicialmente como Grand Stade Lille Métropole, fue rebautizado tras su muerte como Stade Pierre-Mauroy